# Narsaq (Nuuk)
Narsaq [ˈnɑsːɑq] (nach alter Rechtschreibung Narssaĸ) ist eine wüst gefallene grönländische Siedlung im Distrikt Nuuk in der Kommuneqarfik Sermersooq.

## Lage
Narsaq liegt an de Westküste einer Halbinsel am südlichen Ufer der Mündung des Ameralik. Der nächste Ort ist Nuuk, das 21 km nördlich liegt.

## Geschichte
Die Bewohner von Narsaq, die nur wenig europäische Vorfahren hatten, sollen 1779 von Qarajat ausgezogen sein, um von der Herrnhuter zur Dänischen Mission zu wechseln. 1858 wurde Narsaq ein Udsted. Ab 1911 war Narsaq eine eigene Gemeinde im Kolonialdistrikt Godthaab. Ihr gehörte noch der Wohnplatz Utoqqarmiut an. Die Gemeinde war Teil des 7. Landesratswahlkreises Südgrönlands.
1918 wurden 115 Bewohner in Narsaq gezählt, die in zwölf Wohnhäusern lebten. Unter den Bewohnern waren der Udstedsverwalter, ein ausgebildeter Katechet, 25 Jäger und drei Fischer. Für den Udstedsverwalter gab es eine im Gründungsjahr errichtete Wohnung aus Stein. Sie hatte zwei Zimmer und war 30 m² groß. 1909 wurde ein Proviantlager mit Laden errichtet. Das Gebäude war aus Holz und 44 m² groß. Die Fassbinderei wurde 1897 aus Torf und Stein gebaut. Das Speckhaus stammte aus dem Jahr 1873 und war aus Stein. Außerdem gab es noch ein steinernes Pulverhaus. Die Schulkapelle stammte ebenfalls aus dem Jahr 1873 und maß gut 40 m². Die Bewohner lebten hauptsächlich von der Robbenjagd.
Zwischen 1921 und 1932 wurden eine Schule, eine neue Wohnung für den Udstedsverwalter, ein Fischhaus und ein Packhaus errichtet. 1950 wurde Narsaq Teil der neuen Gemeinde Nuuk. Bis in die 1950er Jahre lag die Bevölkerung bei über 100 Personen. 1960 wurden 87 Bewohner gezählt. 1964 wurde Narsaq aufgegeben.

## Söhne und Töchter
- Iver Mathæussen (1869–?), Landesrat
- Peter Mathæussen (1892–1949), Katechet und Landesrat
- Samuel Mathæussen (1905–?), Katechet und Landesrat
- Hans Holm (1925–2001), Fischer